# Jesús Puras
Jesús Puras, noto anche come Chus Puras (Santander, 16 marzo 1963), è un ex pilota di rally spagnolo.

## I primi anni nel mondiale
Nel 1991 debutta con il team giapponese Mazda al rally di Monte Carlo arrivando settimo in Portogallo finché poi passa alla Lancia.

## Il passaggio in Lancia
Nel 1992 viene ingaggiato dal team italiano i suoi compagni di squadra erano Didier Auriol, Juha Kankkunen, Andrea Aghini e Philippe Bugalski a bordo della Delta. Miglior risultato 6º posto in Spagna.

## Il titolo del gruppo N con la Ford e il passaggio in Seat
Il 1994 conquista il titolo di campione di gruppo N con la vettura Escort nelle gare del campionato, ottavo in Portogallo. Tra il 1995 e il 1996, 1997 partecipa alla squadra Citroën e Seat nella classe prima nel gruppo N poi nelle Formula 2.

## Le ultime stagioni
Il 1998 giuda la Citroën Xsara Kit Car e il 1999 arriva secondo in Corsica dove partecipa nella stessa stagione sia in Subaru che in Toyota. Mentre il 2000 guida il team Ralliart al fianco di Tommi Mäkinen e Freddy Loix però non porta risultati eccezionali. La stagione 2001 a bordo della Citroën Xsara WRC vince il rally di Francia i suoi compagni di squadra in quella stagione erano il ritrovato Philippe Bugalski, Thomas Rådström e il futuro campione di rally Sébastien Loeb. Il 2002 annuncia il ritiro dalle corse visto che la casa francese aveva già annunciato gli ingaggi di Colin McRae e Carlos Sainz per il 2003.

## Il dopo ritiro
Aveva comunque dei buoni rapporti con altri piloti come Walter Röhrl, Ari Vatanen e Miki Biasion inoltre ha avuto una grande passione della Formula 1 guidò infatti la Ferrari F2004 di Michael Schumacher e Rubens Barrichello.

## Vittorie nel mondiale rally

### Group N Cup
| # | Stagione | Evento               | Co-pilota         | Auto                    |
| - | -------- | -------------------- | ----------------- | ----------------------- |
| 1 | 1994     | Rally del Portogallo | Carlos del Barrio | Ford Escort RS Cosworth |
| 2 | 1994     | Tour de Corse        | Carlos del Barrio | Ford Escort RS Cosworth |

### WRC
| # | Stagione | Evento        | Co-pilota  | Auto              | Squadra             |
| - | -------- | ------------- | ---------- | ----------------- | ------------------- |
| 1 | 2001     | Tour de Corse | Marc Martí | Citroën Xsara WRC | Automobiles Citroën |

## Risultati nel mondiale rally

### WRC
| 1991 | Scuderia                | Vettura                                    |     |  |   |  |  |  |  |  |  |  |  |  |     |  |  |  | Punti | Pos. |
| ---- | ----------------------- | ------------------------------------------ | --- |  | - |  |  |  |  |  |  |  |  |  | --- |  |  |  | ----- | ---- |
| 1991 | Mazda Rally Team Europe | Mazda 323 GTX e Lancia Delta Integrale 16V | Rit |  | 7 |  |  |  |  |  |  |  |  |  | Rit |  |  |  | 4     | 40º  |

| 1992 | Scuderia          | Vettura                   |  |  |  |  |  |  |  |  |  |  |  |  |   |  |  |  | Punti | Pos. |
| ---- | ----------------- | ------------------------- |  |  |  |  |  |  |  |  |  |  |  |  | - |  |  |  | ----- | ---- |
| 1992 | Mauro Rallye Team | Lancia Delta HF Integrale |  |  |  |  |  |  |  |  |  |  |  |  | 6 |  |  |  | 6     | 34º  |

| 1994 | Scuderia | Vettura                 |   |   |  |    |  |     |     |  |    |    |  |  |  |  |  |  | Punti | Pos. |
| ---- | -------- | ----------------------- | - | - |  | -- |  | --- | --- |  | -- | -- |  |  |  |  |  |  | ----- | ---- |
| 1994 |          | Ford Escort RS Cosworth | 9 | 8 |  | 12 |  | Rit | Rit |  | 17 | 15 |  |  |  |  |  |  | 5     | 30º  |

| 1995 | Scuderia         | Vettura        |  |  |  |  |  |  |     |  |  |  |  |  |  |  |  |  | Punti | Pos. |
| ---- | ---------------- | -------------- |  |  |  |  |  |  | --- |  |  |  |  |  |  |  |  |  | ----- | ---- |
| 1995 | Citroën Hispania | Citroën ZX 16V |  |  |  |  |  |  | Rit |  |  |  |  |  |  |  |  |  | 0     |      |

| 1996 | Scuderia   | Vettura            |  |  |  |  |     |  |     |  |    |  |  |  |  |  |  |  | Punti | Pos. |
| ---- | ---------- | ------------------ |  |  |  |  | --- |  | --- |  | -- |  |  |  |  |  |  |  | ----- | ---- |
| 1996 | SEAT Sport | Seat Ibiza Kit Car |  |  |  |  | Rit |  | Rit |  | 15 |  |  |  |  |  |  |  | 0     |      |

| 1997 | Scuderia         | Vettura            |  |  |  |  |     |  |  |  |  |  |  |  |  |  |  |  | Punti | Pos. |
| ---- | ---------------- | ------------------ |  |  |  |  | --- |  |  |  |  |  |  |  |  |  |  |  | ----- | ---- |
| 1997 | Citroën Hispania | Citroën ZX Kit Car |  |  |  |  | Rit |  |  |  |  |  |  |  |  |  |  |  | 0     |      |

| 1998 | Scuderia            | Vettura               |  |  |  |  |     |  |  |  |  |  |     |  |  |  |  |  | Punti | Pos. |
| ---- | ------------------- | --------------------- |  |  |  |  | --- |  |  |  |  |  | --- |  |  |  |  |  | ----- | ---- |
| 1998 | Automobiles Citroën | Citroën Xsara Kit Car |  |  |  |  | Rit |  |  |  |  |  | Rit |  |  |  |  |  | 0     |      |

| 1999 | Scuderia                                              | Vettura                                                                              |     |  |  |  |     |   |  |  |  |     |     |     |  |    |  |  | Punti | Pos. |
| ---- | ----------------------------------------------------- | ------------------------------------------------------------------------------------ | --- |  |  |  | --- | - |  |  |  | --- | --- | --- |  | -- |  |  | ----- | ---- |
| 1999 | Automobiles Citroën, Citroën Hispania e Citroën Sport | Citroën Saxo Kit Car, Citroën Xsara Kit Car, Subaru Impreza WRX e Toyota Corolla WRC | Rit |  |  |  | Rit | 2 |  |  |  | Rit | Rit | Rit |  | 16 |  |  | 6     | 11º  |

| 2000 | Scuderia      | Vettura                                                                                              |  |  |  |     |     |  |  |  |     |  |    |    |  |  |  |  | Punti | Pos. |
| ---- | ------------- | --- |  |  |  | --- | --- |  |  |  | --- |  | -- | -- |  |  |  |  | ----- | ---- |
| 2000 | Citroën Sport | Mitsubishi Carisma GT Evo VI, Citroën Xsara Kit Car, Mitsubishi Lancer Evo VI e Citroën Saxo Kit Car |  |  |  | Rit | Rit |  |  |  | Rit |  | 28 | 35 |  |  |  |  | 0     |      |

| 2001 | Scuderia            | Vettura                                  |     |  |  |     |  |  |  |  |  |  |     |   |  |  |  |  | Punti | Pos. |
| ---- | ------------------- | ---------------------------------------- | --- |  |  | --- |  |  |  |  |  |  | --- | - |  |  |  |  | ----- | ---- |
| 2001 | Automobiles Citroën | Citroën Saxo Kit Car e Citroën Xsara WRC | Rit |  |  | Rit |  |  |  |  |  |  | Rit | 1 |  |  |  |  | 10    | 11º  |

| 2002 | Scuderia                                              | Vettura           |  |  |  |    |  |  |  |  |  |     |   |  |  |  |  |  | Punti | Pos. |
| ---- | ----------------------------------------------------- | ----------------- |  |  |  | -- |  |  |  |  |  | --- | - |  |  |  |  |  | ----- | ---- |
| 2002 | Citroën Sport, Automobiles Citroën e Piedrafita Sport | Citroën Xsara WRC |  |  |  | 12 |  |  |  |  |  | Rit | 6 |  |  |  |  |  | 1     | 19º  |

| Legenda | 1º posto | 2º posto | 3º posto | A punti | Senza punti | Ritirato | Squalificato | NP=Non partito C=Gara cancellata | Apice=Power stage |

### Group N Cup
| 1994 | Scuderia | Vettura                 |   |   |  |   |  |     |     |  |   |   |  |  |  |  |  |  | Punti | Pos. |
| ---- | -------- | ----------------------- | - | - |  | - |  | --- | --- |  | - | - |  |  |  |  |  |  | ----- | ---- |
| 1994 |          | Ford Escort RS Cosworth | 2 | 1 |  | 1 |  | Rit | Rit |  | 3 | 3 |  |  |  |  |  |  | 50    | 1º   |

| 1999 | Scuderia | Vettura            |  |  |  |  |  |  |  |  |  |     |  |  |  |  |  |  | Punti | Pos. |
| ---- | -------- | ------------------ |  |  |  |  |  |  |  |  |  | --- |  |  |  |  |  |  | ----- | ---- |
| 1999 |          | Subaru Impreza WRX |  |  |  |  |  |  |  |  |  | Rit |  |  |  |  |  |  | 0     |      |

| 2000 | Scuderia | Vettura                                                 |  |  |  |     |  |  |  |  |     |  |  |  |  |  |  |  | Punti | Pos. |
| ---- | -------- | ------------------------------------------------------- |  |  |  | --- |  |  |  |  | --- |  |  |  |  |  |  |  | ----- | ---- |
| 2000 |          | Mitsubishi Carisma GT Evo VI e Mitsubishi Lancer Evo VI |  |  |  | Rit |  |  |  |  | Rit |  |  |  |  |  |  |  | 0     |      |

| Legenda | 1º posto | 2º posto | 3º posto | A punti | Senza punti | Ritirato | Squalificato | NP=Non partito C=Gara cancellata | Apice=Power stage |